# Impennata

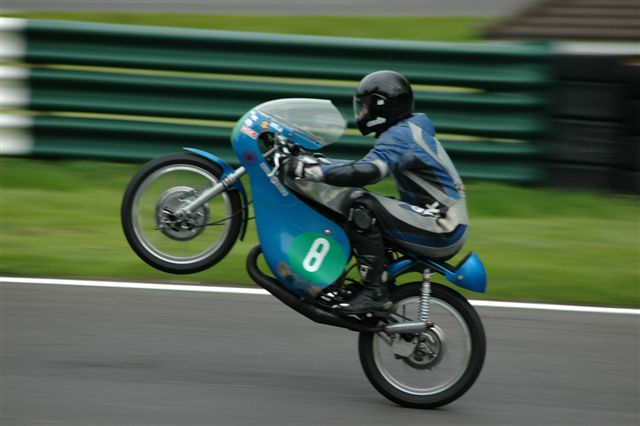
Impennata di una motocicletta

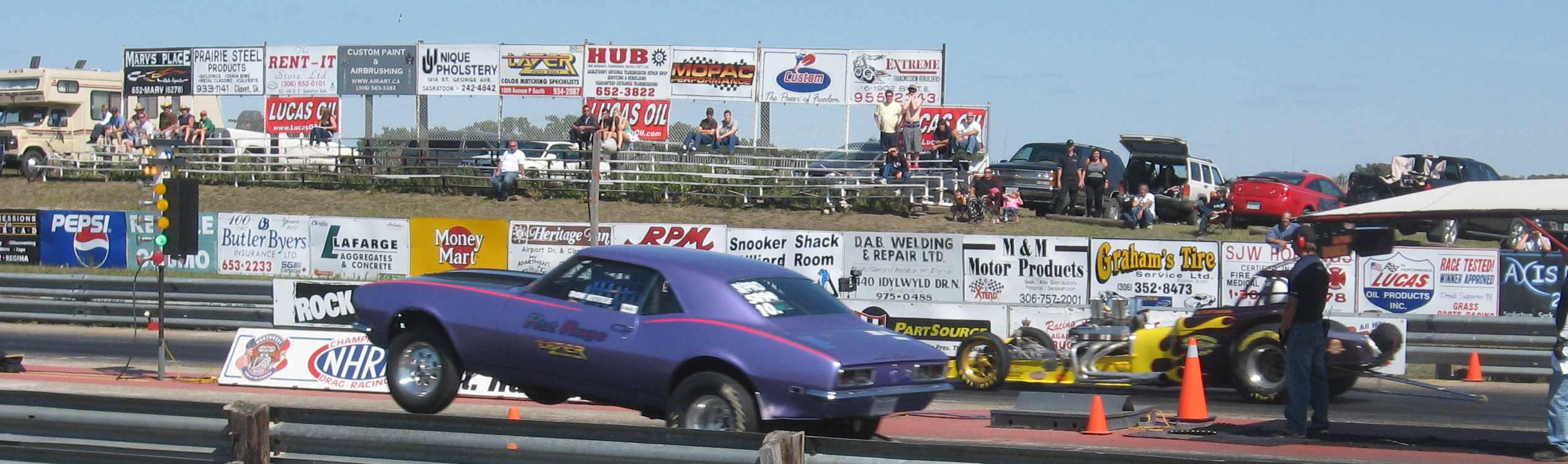
Partenza di una gara di accelerazione tra autovetture

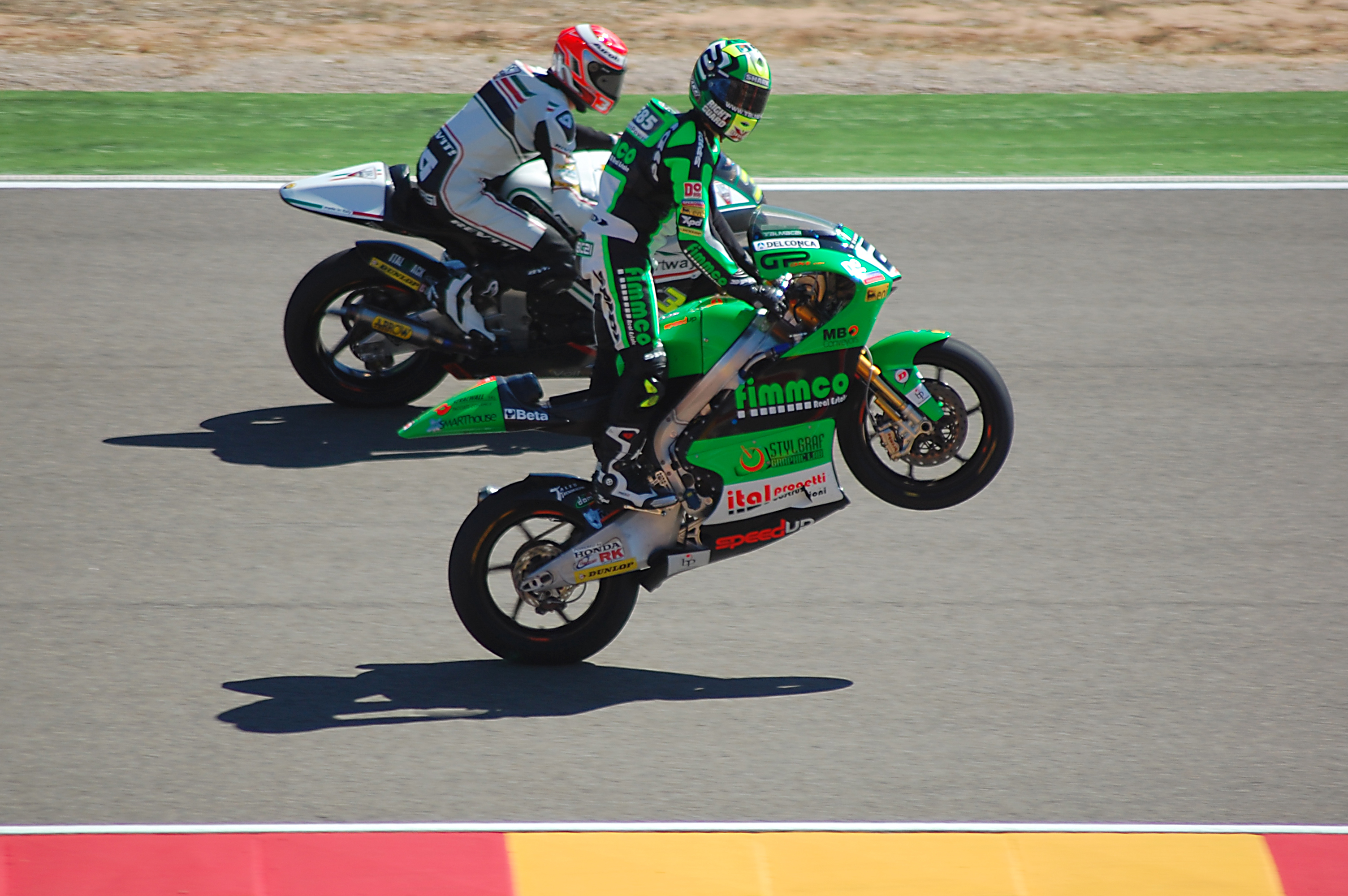
Andrea Iannone nel mondiale Moto2 2010

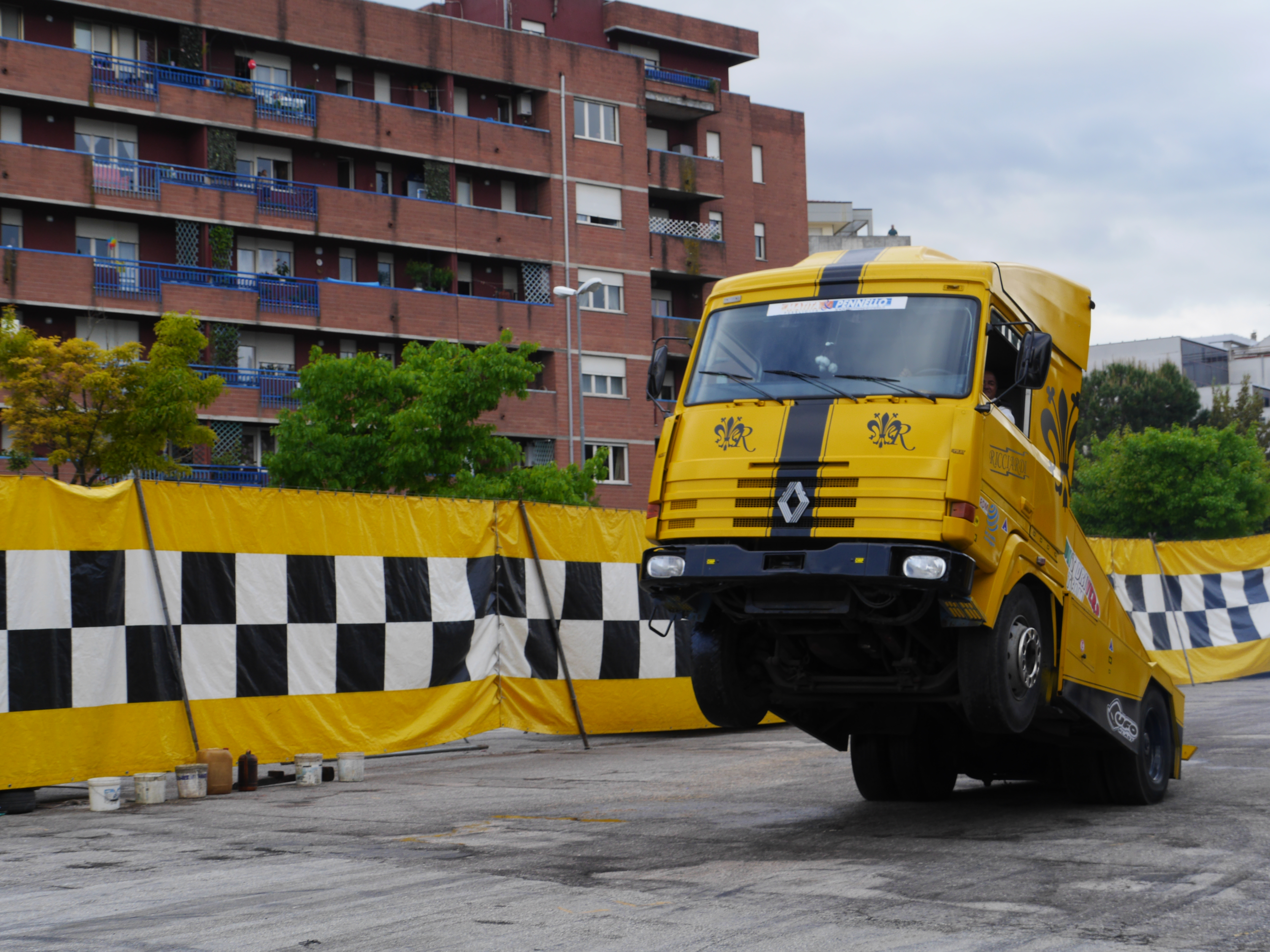
Impennata eseguita con un camion, Stunt Drivers Team a Perugia

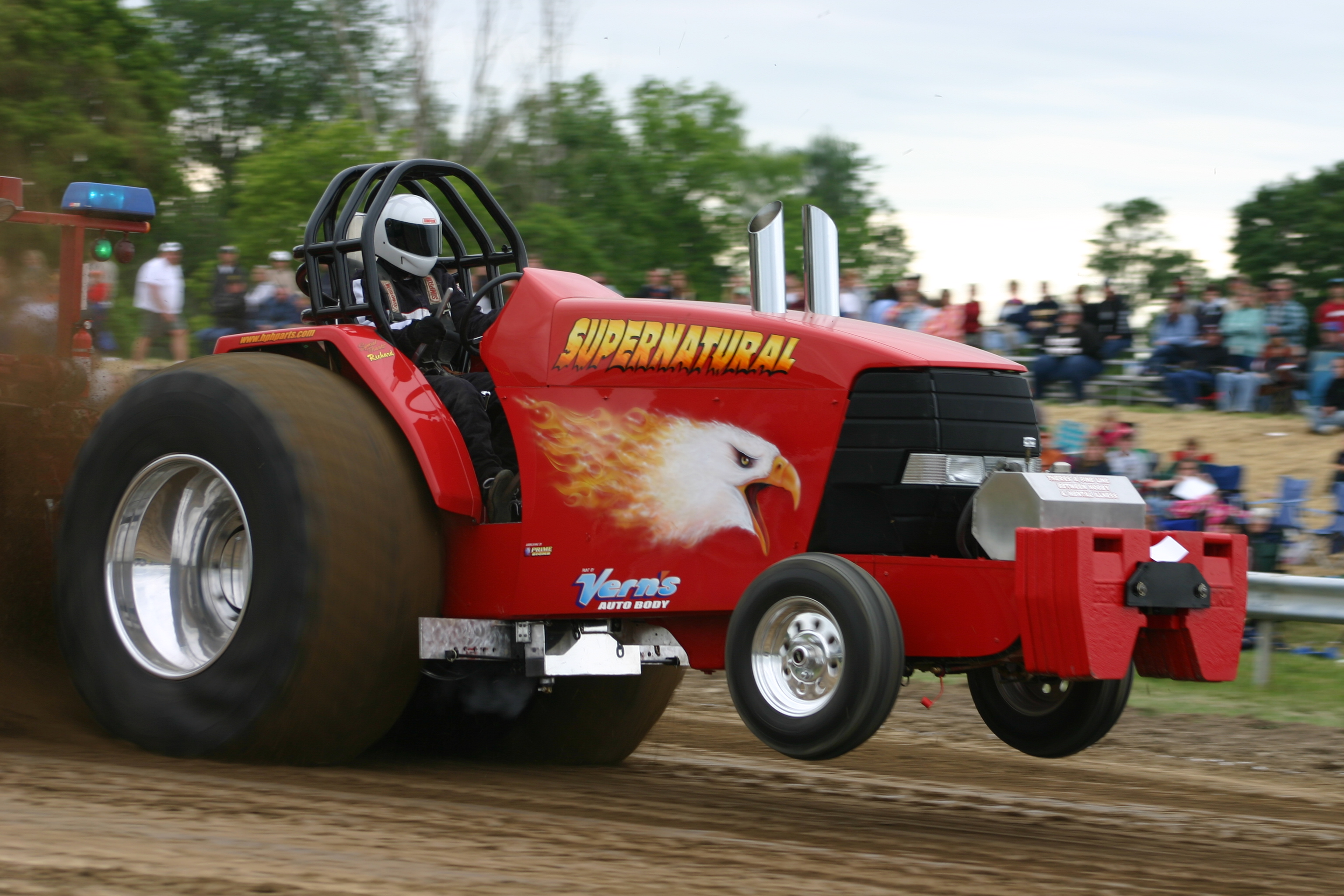
Impennata durante una competizione di Tractor Pulling

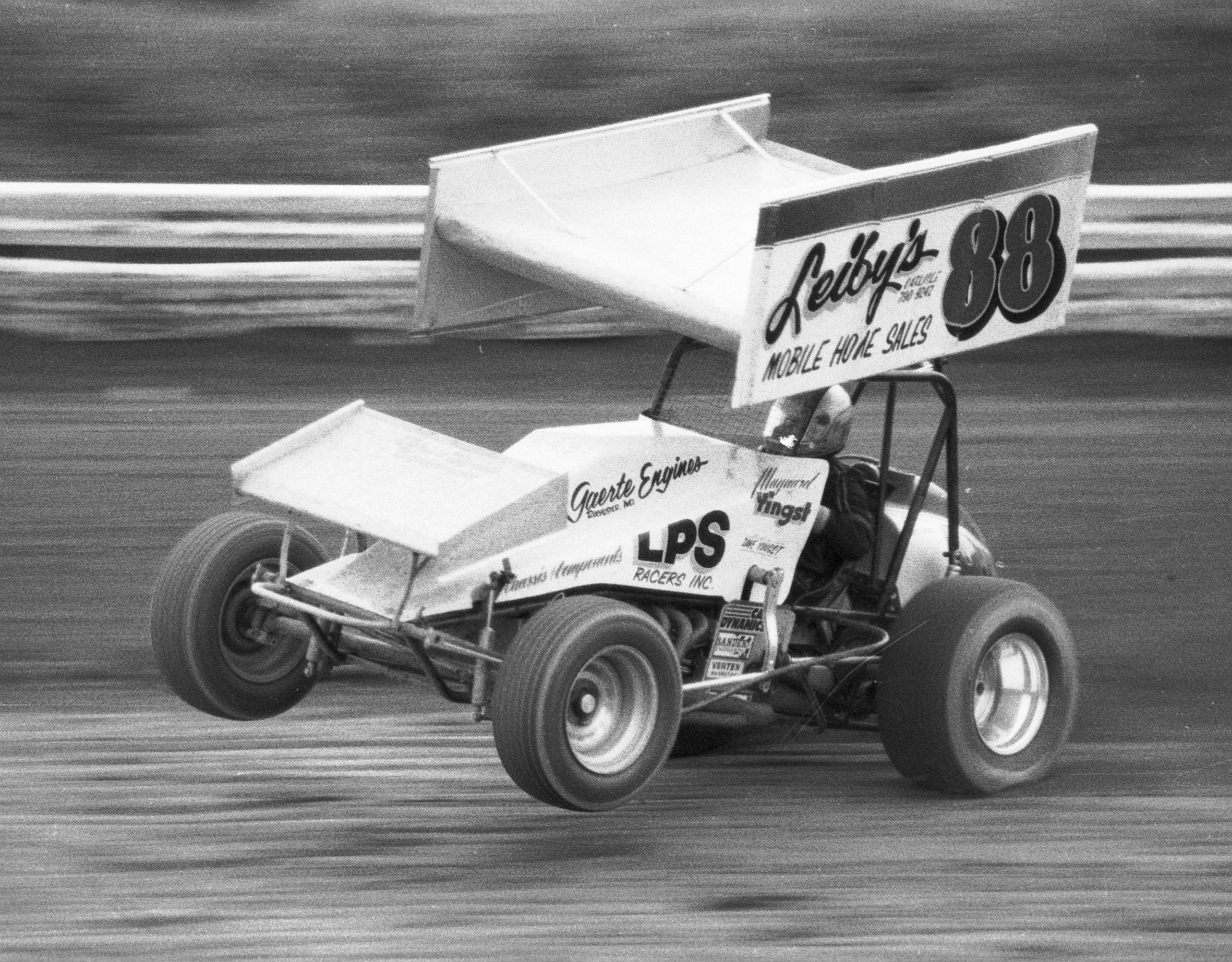
Numero di Maynard Yingst con una Sprint Car

L'impennata è il repentino sollevarsi della parte anteriore di un cavallo o di un veicolo.
Tale espressione deriva dal termine spagnolo empinarse con il significato di ergersi dritto come un pino, corrispettivo del termine italiano "inalberarsi". Fino al XIX secolo, con "impennata" si definiva il movimento di difesa o ribellione eseguito da un cavallo che si erge sulle zampe posteriori, sollevando la parte anteriore del corpo. Dopo la sostituzione del cavallo con gli automobili, quali nuovi mezzi di locomozione, il termine impennata fu applicato anche a questi, conservandone l'uso fino ai giorni nostri. Meno frequentemente si definisce "impennata" anche il violento sollevarsi della prua di un natante o l'improvvisa cabrata, con elevato angolo d'assetto, di un velivolo.

## Veicoli terrestri
Per impennata si intende l'innalzamento della ruota (o delle ruote) anteriore di un veicolo, ottenuto spostando improvvisamente il carico sull'asse posteriore dello stesso. Tipicamente viene eseguita su mezzi a due ruote, come moto o bici, dato che, a causa della maggiore massa, un'auto (ovviamente a trazione posteriore) necessita di un'elevatissima coppia motrice per poter sollevare l'avantreno. Non è tuttavia raro assistere a spettacolari impennate di mezzi a quattro ruote impegnati in gare di accelerazione o di Tractor Pulling.
Va ricordato che si tratta di una pratica potenzialmente pericolosa, nonché vietata su strada pubblica dal Codice della Strada di numerosi Paesi, tra cui l'Italia.

## Esecuzione
Nelle biciclette è sufficiente pedalare dando un colpo di reni deciso per far impennare il veicolo, agendo poi sul freno posteriore per regolare l'angolazione: nel caso sia eccessiva si rischia il ribaltamento del veicolo all'indietro o una improvvisa ricaduta in avanti, con possibile rischio di lesioni al conducente.
Sugli scooter non è tanto importante la potenza del veicolo quanto la coordinazione dei movimenti: è difatti possibile impennare anche su scooter 50 cm³ dotati di pochi cavalli. È necessario partire a bassa velocità per poi accelerare improvvisamente al massimo aiutandosi con un forte colpo di reni, avendo cura di tenere le dita pronte sulla leva del freno per motivi simili a quanto visti precedentemente; per continuare la marcia in impennata è sufficiente tenere il peso all'indietro e accelerare gradualmente, aumentando l'accelerazione o frenando per aumentare o ridurre l'angolazione.
Sulle moto di piccola e media cilindrata bisogna procedere a bassa velocità in prima marcia e aprire il gas agendo contemporaneamente sulla frizione per far raggiungere il regime di coppia massima, senza esagerare con l'accelerazione per evitare il ribaltamento all'indietro. Sulle moto di grossa cilindrata è invece sufficiente procedere a velocità moderata in prima o seconda marcia e accelerare improvvisamente ma non al massimo, sempre per evitare il ribaltamento del mezzo o il disarcionamento del pilota. In entrambi i casi, per ritornare con la ruota a terra bisogna chiudere il gas gradualmente per evitare una ricaduta improvvisa con possibili danni alle sospensioni, ai cannotti dello sterzo e/o lesioni al pilota che potrebbe sbattere la testa contro il cupolino o il manubrio.

## Competizioni
Esistono diverse competizioni dove i partecipanti si sfidano in gare di velocità in impennata. Il record mondiale è stato battuto il 31 agosto 2017 dal pilota Ted Brady che, sulla pista dell'aeroporto Elvington Airfield nel North Yorkshire ha percorso 1 chilometro in impennata alla velocità di 350,59 km/h  . Il veicolo utilizzato per il record era una Suzuki Hayabusa turbocompressa da 540 cv.

## Codice della strada
Come specificato precedentemente, in Italia l'esecuzione di una impennata è vietata su strada pubblica dall'art. 170 del nuovo codice della strada che al punto 1 vieta ai conducenti di motocicli e ciclomotori a due route di "procedere sollevando la ruota anteriore". Il conducente che compie tale manovra è punibile con una sanzione pecuniaria  da 81,00 € a 326,00 € e con il fermo amministrativo del mezzo ai sensi dell’art. 214 per 60 giorni (90 in caso di infrazione reiterata nel corso del biennio); inoltre se il conducente è in possesso della patente gli verrà tolto 1 punto. È quindi opportuno recarsi in aree private chiuse al traffico e sgombre da persone o cose e adottare tutte le protezioni del caso quali guanti e giacca con protezioni semirigide oltre che il casco.